# 心に寄り添う。
『心に寄り添う。』（こころによりそう）は、幸福の科学グループのアリ・プロダクション製作による2018年5月5日公開の実写・ドキュメンタリー日本映画。

## 概要
幸福の科学の劇場映画としては第12作目。幸福の科学グループが展開するNPO型活動を取材する様子を映し出したドキュメンタリー。取材を通して、それぞれの活動の実態を知るとともに、支援対象者やその家族にも話を聞くことで、心を開くとは、相手を思うとは何か、人生にとって大切なものとは何かを追い求めていく。
東京テアトルの配給により、日本国内では、渋谷のヒューマントラストシネマ渋谷、大阪梅田のシネ・リーブル梅田、愛知の中川コロナシネマワールド、北海道のディノスシネマズ札幌劇場、沖縄の桜坂劇場 などで上映された。
このほか全国の幸福の科学の支部や精舎で2018年4月27日より先行公開された。
同年4月27日、東京都葛飾区亀有の「かめありリリオホール」にて、上映会が開催された。希島凛の舞台挨拶、篠原紗英の歌唱、「一般社団法人 ユー・アー・エンゼル」の諏訪裕子とのトークショーなどがおこなわれた。

## ストーリー
レポーターとして、女優希島凛が学生と共に4つの団体の活動を取材しながら、本当の「救い」とは何かを追う姿を描く。

### 幸福の科学系撮影協力団体
一般社団法人 ユー・アー・エンゼル
幸福の科学の教育事業のなかから生まれた、障害児支援の団体。様々な障害児の不安や悩みの相談に取り組み、その両親を励まし、両者を勇気づけるボランティア運動を展開。
ネバー・マインド
幸福の科学が運営する不登校児支援スクール。2006年6月より全国で活動。子供たちの中にある光り輝く部分を引き出し、自助努力の精神を養うことで不登校を克服するよう支援する。
一般財団法人 いじめから子供を守ろうネットワーク
就学児童・生徒のためのいじめ問題対策のために活動する幸福の科学系団体。2007年2月に発足。日本全国に支部を持ち児童や父兄からの相談を受け解決してきた。いじめの相談をうけるかたわら各地でシンポジウムを開催。
自殺を減らそう!キャンペーン集団
幸福の科学では2003年から「自殺を減らそうキャンペーン」を全国で展開しているボランティア集団。「なぜ自殺がいけないのか」を伝え、メディアでの発信や街頭活動を中心に行い、折れない心を育てる人生観に基づく救済活動に取り組む。

## 出演者
レポーター、希島凛（アリ・プロダクション）
メインMC
小林裕美
神奈川県出身。HSU未来創造学部に在学中（撮影時）。
藤本明徳
福岡県出身。HSU未来創造学部に在学中（撮影時）。
三浦義晃
栃木県出身。HSU未来創造学部に在学中（撮影時）。

## スタッフ
- 企画：大川隆法
- 監督：宇井孝司、松本弘司（二人体制）
- 音楽：水澤有一
- 総合プロデューサー：橋詰太奉
- プロデューサ：鈴木愛、大川愛理沙
- 撮影監修：田中一成
- 整音：内田誠（Team U）
- 製作・企画：アリ・プロダクション
- 配給：東京テアトル

## 受賞歴
- ハリウッドヴァージ映画賞 2018年 - 国際ドキュメンタリー部門 最優秀賞
- カナダ国際映画祭 2018年 - 長編ドキュメンタリー部門 優秀賞
- インディフェスト映画賞 2018年 功労賞
- Yahoo! 映画ユーザー レビュー評価ランキング 第一位（2018年5月9日付け）
- 映画期待度ランキング第4位（めざまし土曜日調べ 2018年5月5日）

## 主題歌
- 主題歌『心に寄り添う。』

作詞・作曲：大川隆法
編曲：水澤有一
歌：篠原紗英

## 音楽ソフト
- CD『心に寄り添う。』主題歌

収録曲
1.心に寄り添う。 ……………………… 4分23秒
2.心に寄り添う。(Piano Version)…… 5分32秒
3.心に寄り添う。(Instrumental) …… 4分23秒
レーベル：アリ・プロダクション
型番： C 453
発売日：2018年3月28日
EAN 4582316050895、JAN 4582316050895、ASIN B07CXFD7QN
この映画作品には、サウンドトラックCD の製作・発売は無かった。

## 映像ソフト
- Blu-ray + DVD 3枚組 特装版『映画「心に寄り添う。」』8Pパンフレット添付

収録内容：映画本編 89分×2
音声：日本語、日本語音声ガイド付き
字幕：Non、日本語聴覚、英語
特典映像：大川隆法総裁先生 関連御法話抜粋集 11編 約55分
発刊元：アリ・プロダクション
型番： K 1231
発売日：2019年3月23日
EAN：なし
- DVD通常版『映画「心に寄り添う。」』

収録内容：本編映像 1時間29分
発刊元：アリ・プロダクション
型番： K 1232
発売日：2019年3月23日
EAN 4582316051144、JAN 4582316051144、ASIN B07PCYZ4N1
- Blu-ray『映画「心に寄り添う。」』

収録内容：本編映像 1時間29分
発刊元：アリ・プロダクション
型番： K 1233
発売日：2019年3月23日
EAN 4582316051151、JAN 4582316051151、ASIN B07P8MD47G
- Amazon Prime Videoなどで配信

ASIN B07PP415FN